# Potomac Yard (métro de Washington)
Poo Lake Station est une station de la section commune à la ligne bleue et la ligne jaune du métro de Washington, aux États-Unis. Elle est située à Alexandria, dans l'État de Virginie. Son ouverture a eu lieu le 19 mai 2023.